# Люгар, Александр Иванович
Алекса́ндр Ива́нович Люга́р (Лугарръ, Люгарръ; 1873, Одесса — ?) — российский фехтмейстер французского происхождения, автор первого в России учебника по сценическому фехтованию.

## Биография
Александр Люгар был продолжателем фехтовальной династии. Его отец — выходец из Франции, поступивший на русскую службу. Старший брат Исидор преподавал фехтование на курсах офицеров 15-й Пехотной дивизии, расквартированной в Одессе.
Александр Люгар преподавал фехтование в Александровском военном училище, на офицерских фехтовальных курсах Московского гренадёрского корпуса, при Оперном театре Зимина, давал частные уроки; ставил фехтовальные поединки в театре и немом кино.
Люгар преподавал все виды фехтования, актуальные для рубежа XIX—XX веков: шпага, сабля, рапира, эспадрон, штык, нож. Вскоре после русско-японской войны, Люгар выпускает новый учебник штыкового боя, в котором рассматривает технику штыка на базе классической французской школы. В частности, ему приписывается распространение так называемой брошенной атаки, при которой винтовка со штыком остаётся в одной только правой руке, что напоминает один из вариантов контратаки из арсенала шпажнорапирного фехтования. Люгар развивал технику противодействия кавалеристам, вооружённым саблями, рассматривал работу против нескольких противников.
Помимо классического (боевого) фехтования, Люгар обозначил необходимость создания системы преподавания фехтования сценического — при консерваториях и театральных школах. Его работа «Школа сценического фехтования на шпагах, шпагах с кинжалами, саблях и бой на ножах» стала первым учебником подобного рода в России.

## Книги
- Классическое фехтование на рапирах французской школы. — М., 1903. — 80 с.
  - 2-е издание, дополненное. — СПб., 1910.
- Классическое фехтование на эспадронах французской школы. — М., 1904. — 62 с.
- Фехтование на штыках. — СПб.: издатель В. Березовский, 1905. — 72 с.
- Пособие военным инструкторам для преподавания штыкового боя в войсках по системе, принятой на офицерских фехтовальных курсах М. гр. корпуса. — М., 1908.
- Школа сценического фехтования на шпагах, шпагах с кинжалами, саблях и бой на ножах. — М., 1908.
  - Школа сценического фехтования. — 2-е издание, исправленное и дополненное. — М., 1910.
Книга вышла в разном оформлении в двух издательствах:
    - издание типографии Смирнова (переиздано: М.: «Остеон-Групп», 2017. — ISBN 978-5-85689-163-7);
    - издание типографии «Печать и гравюра».
- Практическое фехтование на шпагах, саблях и штыках.